# Friedrich August Müller
Friedrich August Müller (auch August Müller; * 16. September 1767 in Wien; † 31. Jänner 1807 ebenda) war ein österreichischer Dichter.

## Leben
Müller war der Sohn protestantischer Eltern. Deshalb wurde er im Alter von neun Jahren im Philanthropinum Dessau unter Johann Bernhard Basedow eingeschult. 1785 wechselte er an die Universität Halle. Dort widmete er sich keinem bestimmten Fachstudium. Sein Studium setzte er an der Universität Göttingen fort. Sein Studium konzentrierte sich schließlich auf die klassische Literatur sowie die Philosophie Immanuel Kants. Bereits in dieser Zeit schrieb er Gedichte, die insbesondere von Christoph Martin Wieland beeinflusst waren.
Müller soll sein Studium als Doktor der Philosophie abgeschlossen haben. 1793 ging er an die Universität Erlangen, dort habilitierte er sich 1797 und lehrte anschließend als Privatdozent. Als zwei seiner Freunde, der Theologe Johann Wilhelm Abegg (1768–1806) und der Mediziner Heinrich Friedrich Isenflamm, Erlangen 1803 verließen, reifte auch in Müller der Gedanke die Stadt zu verlassen. Er reiste zurück nach Wien, hielt sich allerdings noch einige Zeit in Regensburg auf. Dort soll er die schwedische Sprache erlernt haben, wodurch er Oden, oder die Auswanderung der Asen übersetzen konnte, das als sein letztes Werk 1805 in Leipzig erschien. Er starb 1807 in Wien an einer nicht heilbaren Krankheit.

## Werke (Auswahl)
- Richard Löwenherz. Ein Gedicht in sieben Büchern, Nicolai, Berlin 1790.
- Alfonso. Ein Gedicht in acht Gesängen, Dieterich, Göttingen 1790.
- Adalbert der Wilde. Ein Gedicht in zwölf Gesängen, 2 Bände, Weidmann, Leipzig 1793.